# Héctor Almandoz
Héctor Alfredo Almandoz (ur. 17 stycznia 1969 w Morón) – argentyński piłkarz.